# ATP1A3
ATP1A3 o enzima ATPasa subunidad alfa-3 de transporte de potasio y sodio es una enzima ATPasa que regula estableciendo o manteniendo el paso de los iones de potasio y sodio a través de la membrana celular.
Esta enzima pertenece al grupo de enzimas ATPasa que regulan el flujo de potasio y sodio, del subgrupo A.

## Sinonimia
Esta enzima tiene diferentes nombres:
1. Na+/K+ ATPasa 3
2. Bomba de sodio 3
3. Proteína Sodio/Potasio-ATPasa subunidad catalítica alfa-3

## Funciones
Al igual que ATP1A1 y ATP1A2, cataliza la hidrólisis de ATP unido al intercambio de iones de sodio y potasio a través de la membrana plasmática, creando así un gradiente electroquímico de Ca2 + e iones K +, proporcionando la energía para el transporte activo de diversos nutrientes.

## Deficiencias y trastornos relacionados
Mutaciones en este gen (ATP1A3) se consideran causantes de la distonía-parkinsonismo. En 2009 se probó la relación entre la mutación de este gen y la principal causa de la epilepsia.